# 香港獎券管理局
香港獎券管理局（英語：Hong Kong Lotteries Board）是香港一個已經解散的法定機構，其職責是規管香港的獎券活動。於1975年8月1日成立，成立目的是要打擊當時民間流行的字花賭博，並防止賭博資金流向黑社會等非法集團。所以香港政府便成立該局來管理樂透式彩票「多重彩」（後改為「六合彩」），並取代原先的馬票。

## 解散
該局於2003年7月16日因《2003年博彩稅（修訂）條例》的生效而隨即解散。而管理權便轉到香港賽馬會，並由馬會成立新公司，名為「香港馬會獎券有限公司」，以該公司的名義代理接受投注。

## 外部連結
- 《2003年博彩稅(修訂)條例》的條文 （页面存档备份，存于）